# Ladyva
Ladyva, (née Vanessa Sabrina Gnaegi le 8 décembre 1988 à Ipsach, canton de Berne), est une pianiste et compositrice suisse. Elle joue et arrange des morceaux de boogie-woogie, blues, jazz et aussi de musique classique.

## Carrière musicale
Ladyva a commencé à jouer du piano à l'âge de 14 ans, inspirée par les grands maîtres du Boogie-Woogie. Deux ans plus tard seulement, elle se produisait déjà en public aux côtés de son frère, Pascal Silva. Elle apparaît ensuite dans plusieurs émissions de télévision en Suisse, comme le Heitere Festival Zofingen, ZDF-Fernsehgarten ou Glanz & Gloria.
elle s’est également produite en République dominicaine. En 2009, elle a sorti son premier album Vanessa G – The Boogie Woogie Lady, et en 2011, elle a signé un contrat avec Universal Music.
En septembre 2015, elle est invitée à participer à la tournée d’adieu et au 80e anniversaire de Jerry Lee Lewis au Royaume-Uni, avec des concerts à Londres et Glasgow,.Le 16 octobre 2015, elle a joué en direct dans l’émission emblématique The Late Late Show sur RTÉ One en Irlande.
En novembre 2016, elle a fait une tournée européenne, apparaissant dans plusieurs émissions télévisées en Bulgarie, notamment Slavi’s Show et l’élection de Miss Bulgarie. À Londres, elle s’est produite au Cigar Awards au Boisdale, aux côtés d’invités comme Burt Reynolds et Jonathan Ross.
En mai 2016, elle a participé au Boogie Woogie & Blues Spectacular présenté par Jools Holland.
Le 12 décembre de la même année, elle a de nouveau joué aux Cigar Awards 2016, présence de personnalités comme Charlie Sheen et Kelsey Grammer. D’autres festivals ont suivi, en Suisse et à l’étranger. Le 22 avril 2017, Ladyva et Silvan Zingg ont présenté leur premier album à quatre mains : Beloved Boogie Woogie.
En août 2017 et 2022, elle a été invitée à se produire au le festival international de Boogie-Woogie de LaRoquebrou, en France. Elle a également participé à de nombreux festivals de jazz et de boogie à travers le monde.
En 2017, elle reçoit le prix de la « Meilleure pianiste boogie-woogie » aux Boisdale Music Awards à Londres. lors des Boisdale Music Awards, organisés par Jools Holland, après la sortie de son troisième album 8 To The Bar.
En novembre 2017, elle s’est produite au Beatles Symphonic au London Coliseum, interprétant la chanson Something accompagnée par le London Concert Orchestra, aux côtés d’artistes comme Bonnie Tyler,.
En 2018, Ladyva a été invitée à jouer en direct dans l’émission britannique Loose Women sur ITV.Plus tard dans l’année, elle est retournée au Boogie-Woogie & Blues Spectacular de Jools Holland, cette fois en présence de Hugh Laurie alias « Dr. House »,.
Son morceau Quarantine Boogie est devenu viral sur YouTube et est relayé dans des médias suisses dans le quotidien suisse Blick et à la télévision. En mai 2021, elle a sorti son single Ladyva’s Stomp.
Le 28 septembre 2022, Ladyva a reçu le prix Boogie Woogie Artist of the Year aux Boisdale Music Awards, animés par Jools Holland. En décembre 2022, elle s’est produite avec Kool & The Gang aux grandes pyramides de Gizeh, en Égypte.
Le 8 décembre 2023, elle a sorti son quatrième album : Steam Train Boogie.
En novembre 2024, elle a accompagné Jools Holland en tournée au Royaume-Uni, se produisant dans des salles prestigieuses telles que le Symphony Hall de Birmingham et le Royal Albert Hall de Londres.
En juillet 2025, la chaîne YouTube de Ladyva a dépassé les 120 millions de vues.

## Discographie
- 2009: Vanessa G – The Boogie Woogie Lady
- 2016: JazzAscona 2016 – The New Orleans Experience, florilège de l’édition annuelle du festival JazzAscona
- 2016: Ladyva & Silvan Zingg – Beloved Boogie Woogie
- 2017: Ladyva – 8 to the Bar
- 2021: Ladyva – Ladyva's Stomp
- 2023: Ladyva – Steam Train Boogie

## Distinctions
- Le 13 septembre 2017 à Londres, Ladyva reçoit le trophée Best Boogie Woogie Pianist 2017 (« meilleure pianiste de boogie-woogie ») aux Boisdale Music Awards présentés par Jools Holland[22].
- En 2022, Ladyva a reçu le Silver Play Button du YouTube Creator Award pour avoir dépassé les 100 000 abonnés sur sa chaîne « Ladyva ».
- En 2022, lors des Boisdale Music Awards organisés par Jools Holland, Ladyva a reçu le prix de « Boogie Woogie Artist of the Year »[23].